# الانتخابات في سوريا
الانتخابات في سوريا بموجب دستور 2012 لها ثلاث أنواع، انتخابات تشريعية لمجلس الشعب تجري كل أربع سنوات، وانتخابات رئاسية تجري كل سبع سنوات، وهناك أيضًا انتخابات الإدارة المحلية التي تجري كل أربع سنوات.

## التاريخ
عرفت سوريا أول انتخابات في المؤتمر السوري العام عام 1919، ثم انتخابات الجمعية التأسيسية عام 1928، بشكل عام يمكن تقسيم الانتخابات في تاريخها الحديث إلى ثلاث مراحل، الأول هو الاقتراع على درجتين حيث ينتخب الشعب الناخبين الثانويين عن دوائر صغرى هي الحي أو القرية، ويقوم الناخبون الثانويون بانتخاب ممثلي المحافظة في مجلس النواب. طبق هذا الأسلوب في انتخابات الأعوام 1928، و1932 و1936 و1943. في المرحلة الثانية استبدل نظام الانتخاب على درجتين، بنظام الاقتراع المباشر، وكانت أول انتخابات تجري على أساسه هي الانتخابات التشريعية لعام 1947، تكرر الأمر لاحقًا حتى نهاية عهد الجمهورية الأولى.
بعد استلام حزب البعث للسلطة بعد انقلاب الثامن من آذار عام 1963 لم تجرِ أي انتخابات تشريعية حتى عام 1973، أما الانتخابات النيابية فبموجب دستور 1973 فهي استفتاء عام بنعم أو لا على المرشح الذي تقترحه القيادة القطرية لحزب البعث العربي الاشتراكي. وصفت الانتخابات التي أجريت في ظل عهد الجمهورية الثانية بالشكلية والصورية والمقررة نتائجها سلفًا، في جميع الانتخابات التشريعية فاز حزب البعث مع تحالف الجبهة الوطنية التقدمية بثلثي المقاعد وترك «للمستقلين» من غير الحزبيين الثلث الباقي؛ وفي جميع الانتخابات الرئاسية كانت نتائجها تترواح بين 97-100% بالموافقة على الشخص المستفتى عليه، سواءً كان حافظ الأسد أم بشار الأسد.

## الواقع
بعد صدور دستور 2012 تم تعديل طرق انتخاب الرئيس وتحولت من طريقة الاستفتاء إلى انتخابات تعددية، يترشح لها كل سوري مسلم أتمّ الأربعين من العمر أقام في البلاد قبل ترشيحه عشر سنوات متواصلة ولم يكن حاملاً هو أو أحد والديه لجنسية أجنبية وحصل على توقيع 35 عضوًا في مجلس الشعب؛ جاء ذلك في أعقاب الانتفاضة السورية التي صدر خلالها أيضًا أول قانون للأحزاب السياسية يتيح التعددية السياسية وأول قانون للانتخابات يتبع الإشراف القضائي عليها.
رغم ذلك، فقد نال قانونا الأحزاب والانتخابات كمًا وافرًا من النقد، فقانون الأحزاب يوجب على الحزب نيل ترخيص من السلطة لا بالإشهار كما هو الحال في أغلب دول العالم الديموقراطية كما يتيح للسلطة سحب الترخيص من الحزب في أي وقت تشاء. أما قانون الانتخاب نصّ على كون الدائرة كبرى وهي المحافظة عدا حلب التي قسمت إلى دائرتين المدينة وسائر مناطق المحافظة مع نظام أكثري ودون وجود دورات إعادة. النظام الأكثري يطبق على نظام الدوائر الصغرى، في حين يطبق النظام النسبي على نظام الدوائر الكبرى، وهو ما يؤدي بحسب عدد من المعارضين إلى عدم تمثيل الأحزاب المتوسطة والصغيرة أو مختلف مكونات المجتمع السوري مطلقًا في المجلس. أيضًا، فإن وزارة الداخلية هي من تقوم بتنظيم الانتخاب وليس جهة أو طرف مستقل ومحايد عن السلطة، في ظل غياب مراقبين داخليين أو خارجيين.
تتم عملية الانتخاب بالبطاقة الشخصية أو أي وثيقة ثبوتية أخرى، ويستخدم الحبر السري لضمان عدم تكرار تصويت الشخص ذاته أكثر من مرة. آخر انتخابات شهدتها البلاد هي الانتخابات التشريعية لعام 2012 بلغ عدد مراكز الاقتراع فيها 12,000 مركز وعدد الناخبين 14,800,000 ناخب.